# Burning Skies
Burning Skies war eine britische Deathcore-Band aus Bristol, England.

## Geschichte
2002 wurde die Band von Liam Phelan, Andrew Georg und Stu Mckay gegründet. Sie hatten alle Erfahrung in anderen Metal-Bands gesammelt. Als Bandleader konnten sie im selben Jahr Merv Hembrough verpflichten. Als letztes stieß Ben Akersn Ende 2002 zur Gruppe.
2003 wurde die Demo-CD Premonition of Things to Come aufgenommen, welche das Interesse von Lifeforce Records weckte. Bei Lifeforce brachten sie im Februar des folgenden Jahres dann ihr Debütalbum Murder by Means of Existence heraus.
Der Schlagzeuger Stu verließ 2005 die Band und wurde durch Phil Tolfree ersetzt. Das zweite Album Desolation brachte die Band 2006 heraus. Im Anschluss an die Veröffentlichung gingen sie am Ende des Jahres auf England-Tour.
Ein weiteres Album mit dem Titel Greed Filth Abuse Corruption ist am 25. März 2008 in Europa und am 15. April 2008 in den USA erschienen.
Am 12. November 2010 kündigten Burning Skies auf ihrem offiziellen Facebook-Profil ihre Auflösung an. Da der Beitrag lediglich das Wort „dead“ (dt. tot) enthielt und zunächst kein weiteres Statement der Band folgte, konnten die Fans nur über den Sinn und die Ernsthaftigkeit dieser Aussage spekulieren. Dies erübrigte sich allerdings als im März des Folgejahres ein weiterer Beitrag erschien, in dem der letzte Gig der Band angekündigt wurde. Dieser fand am 11. Juni 2011 in Bristol, England statt.
Als Grund für die Auflösung gab die Band gegenüber ihren Fans in einem Kommentar an, dass sich der Zeitpunkt nach 9 Jahren richtig anfühle und die Weiterführung ohnehin logistisch unmöglich sei, da alle Bandmitglieder in unterschiedlichen Teilen Europas lebten (Originalzitat: „Sorry guys, after 9 years it just feels like the right time plus we're all in different parts of europe so it's logistically impossible.“).

## Stil
Ein Merkmal der Band ist die musikalische Brutalität durch die Verbindung klassischer Death-Metal- und Grindcore-Elemente, die nach Angaben von laut.de beim zweiten Album sogar noch gesteigert wurde.

## Diskografie

### Alben
- 2004: Murder by Means of Existence (Lifeforce Records)
- 2006: Desolation (Lifeforce Records)
- 2008: Greed.Filth.Abuse.Corruption (Lifeforce Records)

### Demos und EPs
- 2003: Premonition of Things to Come (EP, Lifeforce Records)

### Split-CDs
- 2010: War From a Harlots Mouth / Burning Skies (mit War from a Harlots Mouth)